# Dłużyna Dolna
Dłużyna Dolna est une localité polonaise de la gmina de Pieńsk, située dans le powiat de Zgorzelec en voïvodie de Basse-Silésie.